# Presto (court métrage)
Pour les articles homonymes, voir Presto.
Pour plus de détails, voir Fiche technique et Distribution.
Presto est un court-métrage des studios Pixar, sorti en même temps que leur neuvième film, WALL-E, le 30 juillet 2008 et réalisé par Doug Sweetland.

## Synopsis
Le lapin blanc Alec Hazam a très faim, mais le magicien Presto n'a pas voulu lui offrir de carotte. Alec refuse alors de sortir du chapeau du magicien lors de son spectacle, et lui joue des tours pour le punir.

## Fiche technique
- Titre original : Presto
- Réalisation : Doug Sweetland
- Scénario : Doug Sweetland d’après une histoire originale de Valerie LaPointe, Ted Mathot et Justin Wright
- Musique : Scot Blackwell Stafford
- Animateur : Andrew Gordon
- Production : Richard E. Hollander et Andrew Stanton
- Distribution : Walt Disney Pictures
- Format : couleurs
- Durée : 5 minutes

## Réception
Les critiques de Presto furent très positives. Jake Coyle du San Francisco Chronicle fit une critique très élogieuse du court-métrage, qui s'inscrit, d'après lui, dans la lignée des autres courts-métrages de Pixar.
Presto obtient une moyenne de 4,3/5 pour 1 053 notes sur Allociné, et de 8,5/10 sur 11 067 votes sur Internet Movie Database.

## Récompenses
- Oscars 2009 : nomination à l'Oscar du meilleur court-métrage d'animation
- Annie Awards 2009 : nomination à l'Annie Award du meilleur court-métrage d'animation